# Erwin Schrödinger
Erwin Rudolf Josef Alexander Schrödinger (Viena-Erdberg, 12 de agosto de 1887 — Viena, 4 de janeiro de 1961) foi um físico teórico austríaco, conhecido por suas contribuições à mecânica quântica, especialmente a equação de Schrödinger, pela qual recebeu o Nobel de Física em 1933. Propôs a experiência mental conhecida como o Gato de Schrödinger e participou da 4ª, 5ª, 7ª e 8ª Conferência de Solvay.
Deu ainda grande atenção aos aspectos filosóficos da ciência, bem como a conceitos filosóficos, à ética e às religiões orientais e antigas. Sobre sua visão religiosa, ele cria em Deus, muito embora, possivelmente, ele não fosse cristão ou afiliado a qualquer religião.

## Biografia

### Primeiros anos
Schrödinger nasceu em 1887 em Viena, Áustria, filho de Rudolf Schrödinger (produtor de mortalhas e botânico) e Georgine Emilia Brenda (filha de Alexander Bauer, professor de Química na Universidade de Tecnologia de Viena).
Sua mãe era metade austríaca e metade inglesa. O lado inglês de sua família veio de Leamington Spa. Schrödinger aprendeu inglês e alemão quase ao mesmo tempo, devido ao fato de que ambos eram falados na sua família. Seu pai era católico e sua mãe, luterana.
Em 1898, frequentou o Akademisches Gymnasium em Viena, e entre 1906 e 1910 estudou em Viena como aluno de Franz Serafin Exner (1849 - 1926) e Friedrich Hasenöhrl (1874 - 1915). Também realizou trabalhos experimentais com Fritz Kohlrausch.
Em 1911, Schrödinger tornou-se assistente de Exner. Em uma idade precoce, foi fortemente influenciado por Schopenhauer. Como resultado de sua leitura extensiva das obras de Schopenhauer, tornou-se profundamente interessado por toda a sua vida na teoria da cor, filosofia, percepção e religião oriental, principalmente a hindu Vedanta.

### Vida adulta
Em 1914, Erwin Schrödinger obteve a habilitação (venia legendi). Entre 1914 e 1918 participou do esforço da guerra como um funcionário comissionado na artilharia em fortalezas austríacas (Gorizia, Duino, Sistiana, Prosecco, Viena). Em 6 de abril de 1920, casou-se com Annemarie Bertel. No mesmo ano, tornou-se assistente de Max Wien, em Jena, e em setembro de 1920 alcançou a posição da Ausserordentlicher Professor, aproximadamente o equivalente a professor adjunto, em Stuttgart. Em 1921, tornou-se Ordentlicher Professor, ou seja, professor titular, na Universidade de Breslau (atual Wrocław, Polônia).

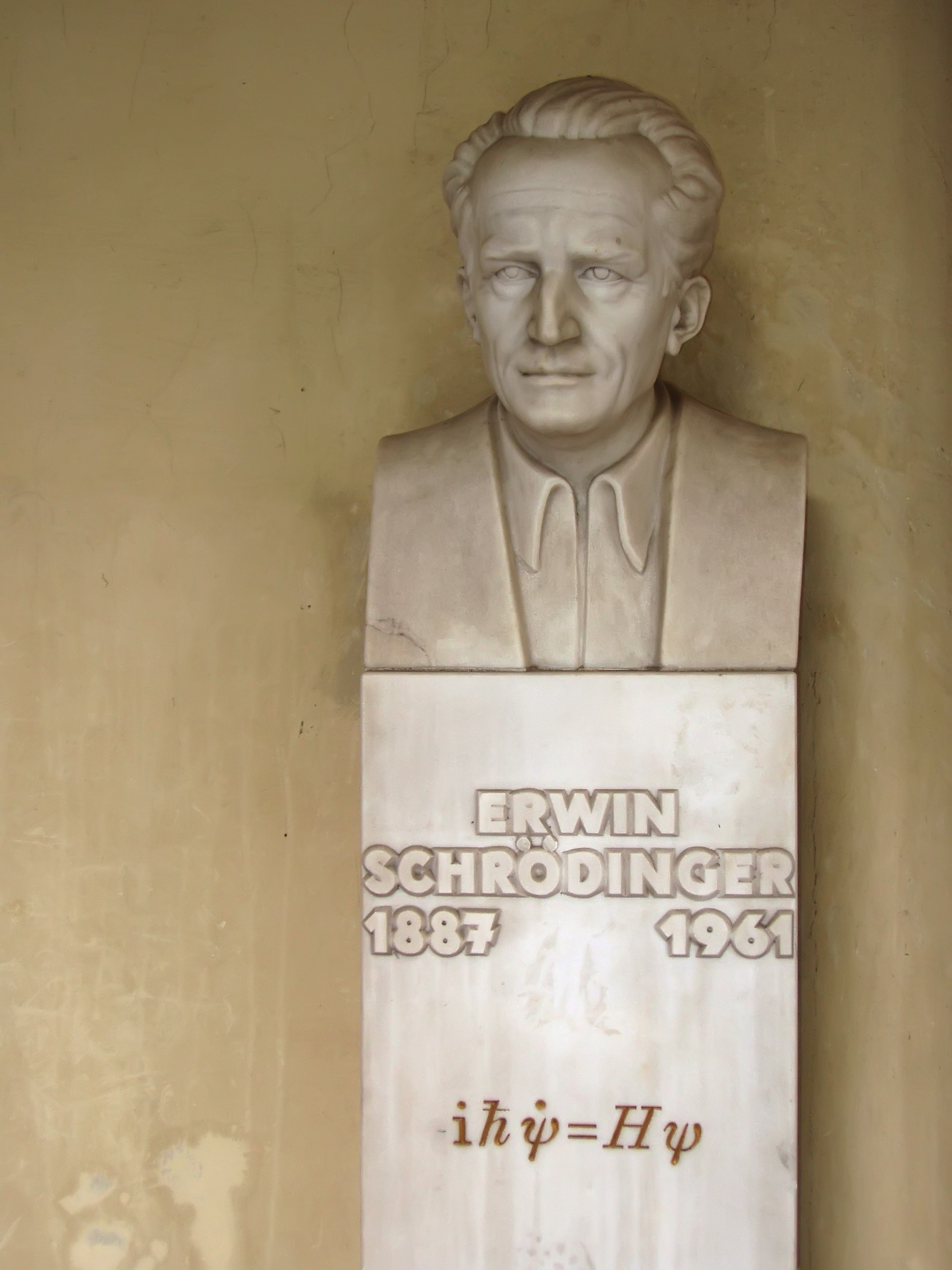
Busto de Schrödinger na Universidade de Viena

Em 1921, transferiu-se para a Universidade de Zurique. Em janeiro de 1926, Schrödinger publicou no Annalen der Physik o trabalho "Quantisierung als Eigenwertproblem" (Quantização como um Problema de Autovalor) em mecânica de ondas e que hoje é conhecido como a equação de Schrödinger. Neste trabalho ele deu uma "derivação" da equação de onda para sistemas independentes de tempo, e mostrou que fornecia autovalores de energia corretos para o átomo hidrogenoide. Este trabalho tem sido universalmente considerado como uma das conquistas mais importantes do século XX, criando uma revolução na mecânica quântica, e na verdade em toda a física e a química. Um segundo documento foi apresentado apenas quatro semanas depois e que resolveu o oscilador harmônico quântico, o rotor rígido e a molécula diatômica, e dá uma nova derivação da equação de Schrödinger. Um terceiro documento em maio mostrou a equivalência da sua abordagem à de Heisenberg e deu o tratamento do efeito Stark. Um quarto trabalho de sua série mais marcante mostrou como tratar os problemas nos quais o sistema muda com o tempo, como nos problemas de dispersão. Estes trabalhos foram os principais de sua carreira e foram imediatamente reconhecidos como tendo grande importância pela comunidade científica.

## Principais publicações

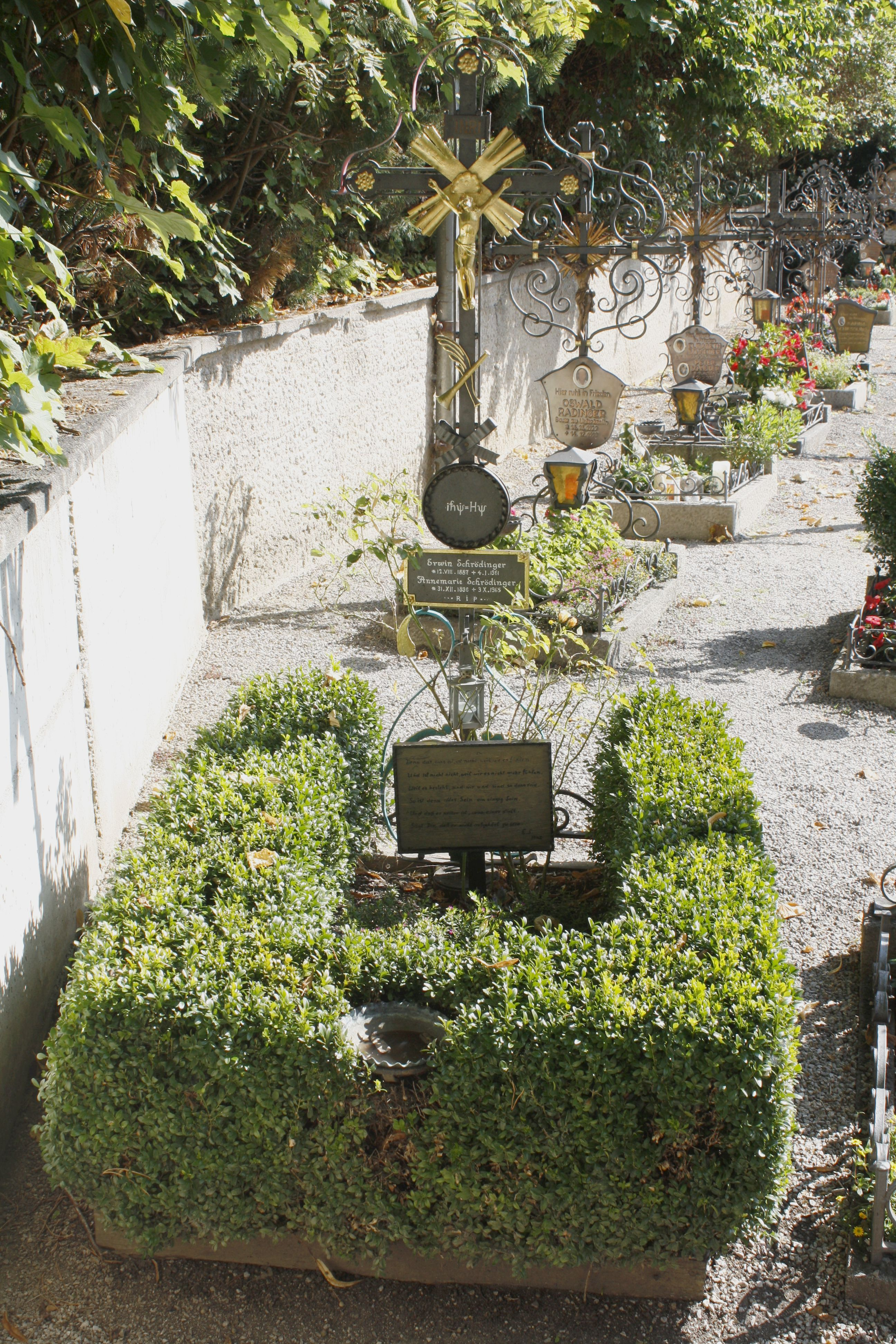
Túmulo de Erwin Schrödinger em Alpbach, no Tirol.

### Em português
- Schrödinger, Erwin. O que é a vida? Espírito e matéria. trad. M. L. Pinheiro. Lisboa: Fragmentos, 1989.
- Schrödinger, Erwin. O que é Vida? O Aspecto Físico da Célula Viva Seguido de Mente. São Paulo: UNESP, 1997. ISBN 85-7139-161-0.

### Em inglês
- The List of Erwin Schrödinger's publications, compiled by Auguste Dick, Gabriele Kerber, Wolfgang Kerber and Karl von Meyenn.
- Science and the human temperament Allen & Unwin (1935), translated and introduced by James Murphy, with a foreword by Ernest Rutherford.
- Nature and the Greeks and Science and Humanism Cambridge University Press (1996) ISBN 0-521-57550-8.
- The interpretation of Quantum Mechanics Ox Bow Press (1995) ISBN 1-881987-09-4.
- Statistical Thermodynamics Dover Publications (1989) ISBN 0-486-66101-6.
- Collected papers Friedr. Vieweg & Sohn (1984) ISBN 3-7001-0573-8.
- My View of the World Ox Bow Press (1983) ISBN 0-918024-30-7.
- Expanding Universes Cambridge University Press (1956).
- Space-Time Structure Cambridge University Press (1950) ISBN 0-521-31520-4.[6]
- What Is Life? Macmillan (1944).
- What Is Life? & Mind and Matter Cambridge University Press (1974) ISBN 0-521-09397-X.

## Atividades científicas

### Mecânica quântica

#### Nova teoria quântica
Nos primeiros anos de sua carreira, Schrödinger tornou-se familiarizado com a ideias da teoria quântica, desenvolvidas nos trabalhos de Max Planck, Albert Einstein, Niels Bohr, Arnold Sommerfeld e outros. Esse conhecimento o ajudou a trabalhar em alguns problemas na física teórica, mas o cientista, no momento, ainda não estava pronto para se separar dos métodos tradicionais da física clássica.
As primeiras publicações de Schrödinger sobre teoria atômica e teoria do espectros começou a aparecer apenas no começo dos anos 1920, após sua aproximação pessoal com Sommerfeld a Wolfgang Pauli e sua mudança para a Alemanha. Em janeiro de 1921, Schrödinger terminou seu primeiro artigo neste assunto, sobre a estrutura do efeito Bohr-Sommerfeld da interação de elétrons em algumas características do espectro dos metais alcalinos. A introdução de considerações relativistas na teoria quântica era de seu interesse particular. No outono de 1922 ele analisou as órbitas dos elétrons em um átomo de um ponto de vista geométrico, usando métodos desenvolvidos pelo matemático Hermann Weyl (1885-1955). Esse trabalho, o qual mostrou que as órbitas quânticas estão associadas com algumas propriedades geométricas, foi um importante passo em predizer algumas características da mecânica de ondas. Mais cedo no mesmo ano ele criou a equação de Schrödinger do efeito Doppler relativístico para linhas espectrais, baseado na hipótese dos quanta de luz e considerações sobre energia e momentum. Schrödinger gostava da ideia de seu professor Exner sobre a natureza estatística  das leis de conservação, então ele entusiasticamente abraçou os artigos de Bohr, Kramers e Slater, que sugeriam a possibilidade de violação dessas leis em processos atômicos individuais (por exemplo, no processo de emissão de radiação). Apesar das experiências de Hans Geiger e Walther Bothe logo lançaram dúvidas nessa questão, a ideia da energia como conceito estatístico foi uma atração ao longo da vida para Schrödinger e ele discorre sobre isso em alguns relatórios e publicações.

#### Trabalho em uma teoria do campo unificado
Seguindo seu trabalho em mecânica quântica, Schrödinger dedicou um grande esforço para trabalhar numa teoria do campo unificado que uniria a gravidade, o eletromagnetismo e forças nucleares dentro da estrutura básica da Relatividade Geral, fazendo o trabalho com uma correspondência estendida com Albert Einstein. Em 1947, ele anunciou o resultado, “Teoria do Campo Afim” numa palestra na Academia Real Irlandesa, mas o anúncio foi criticado por Einstein como “precoce” e falhou em levar à teoria unificada desejada. Após sua tentativa fracassada de unificação, Schrödinger desistiu de seu trabalho na unificação e se voltou para outros tópicos.

### Contribuições na área de física aplicada a biologia
Sem dúvida a maior parte dos trabalhos de Schrödinger foram voltados para a mecânica quântica, mas, embora não tenha tanto reconhecimento quanto na parte de física pura, o cientista também se dedicou ao estudo da vida e de organismos biológicos. Nessa parte, sua principal obra é "O que é vida?", publicado em 1944.
O objetivo de Schrödinger com sua publicação era expor que era possível explicar por leis físicas o comportamento de organismos vivos, ainda que algumas destas leis não fossem completamente conhecidas na época. Nela, o físico passou por conceitos como a diferenciação de organismos vivos de não vivos, como também o funcionamento de um corpo comparado a uma máquina e o destrinchamento do código genético e das células. Segundo ele: "(...) devemos estar preparados para descobrir que ela (estrutura da matéria viva) funciona de uma forma que não pode ser reduzida às leis comuns de física. E isso, não sobre o fundamento de que exista alguma "nova força" ou o que quer que seja dirigindo o comportamento de cada um dos átomos de um organismo vivo, mas sim porque sua construção é diferente de qualquer outra coisa que já tenhamos testado em um laboratório de física".

## Cronologia
- 1887 - Nasce, filho de Rudolf Schrödinger e Georgine Emilia Brenda.
- 1898 - Estuda no Akademisches Gymnasium.
- 1906-1910 - Estuda em Viena com Franz Serafin Exner (1849-1926), Friedrich Hasenöhrl, trabalhos experimentais com Fritz Kohlrausch.
- 1911 - Assistente de Exner.
- 1914 - Habilitação.
- 1914-1918 - Participa na Primeira Guerra Mundial.
- 1920 - Casa-se com Annemarie Bertel (6 de abril).
- 1920 - Ajudante de Max Wien, Jena.
- 1920 - Professor associado, Stuttgart
- 1921 - Professor titular, Breslau (actual Wroclaw, Polonia).
- 1922 - Universidade de Zürich.
- 1926 - Annalen der Physik: "Quantisierung als Eigenwertproblem": equação de mecânica ondulatória de Schrödinger.
- 1927 - Segue Max Planck para a Universidade de Berlim-Humboldt.
- 1933 - Fellow do Magdalen College, Universidade de Oxford
- 1933 - Nobel de Física, juntamente com Paul Dirac.
- 1934 - Associado na Universidade de Princeton.
- 1936 - Universidade de Graz, Áustria.
- 1938 - Depois da ocupação da Austria por Hitler, teve problemas por ter abandonado a Alemanha em 1933 e por causas das suas preferências políticas; procura bolsas e projectos de investigação desde a Itália e Suíça até Oxford - Universidade de Ghent.  No Instituto de Estudos Avançados em Dublin, torna-se Director da Escola de Física Teórica.  Mais de 50 publicações em várias áreas.  Avança para uma teoria de campo unificado.
- 1944 - O que é a vida? (Conceito de código genético).
- Em Dublin até à sua jubilação.
- 1955 - Volta a Viena. Numa importante apresentação durante a Conferência de Energia Mundial recusa-se a falar sobre a energia atómica devido ao seu cepticismo. Em vez disso, falou sobre filosofia.
- 1961 - Morre em Viena, aos 73 anos, de tuberculose. Sobrevive-lhe a sua viúva Anny. Foi sepultado em Alpbach (Áustria).